# Niewolnictwo w Mauretanii
Niewolnictwo w Mauretanii jest bardzo utrwaloną tradycją. W 1981 Mauretania stała się ostatnim państwem na świecie, które oficjalnie zniosło niewolnictwo, do czego doszło za sprawą dekretu prezydenckiego. W rzeczywistości jednak żadne przepisy karne nie egzekwują zakazu.

## Statystyki
W 2007 rząd mauretański przyjął ustawę przyzwalającą na wniesienie do sądu oskarżenia przeciw właścicielom niewolników. Mimo to liczba niewolników szacowana jest (przez organizację SOS Esclaves) na 600 tysięcy, co stanowi jedną piątą wszystkich mieszkańców Mauretanii. Z kolei Global Slavery Index ocenia tę liczbę na 140 tysięcy. Bez względu na to, które szacunki są bliższe prawdy, Mauretania jest państwem o największym odsetku niewolników.

## Charakter mauretańskiego niewolnictwa
Status niewolnika jest przekazywany z pokolenia na pokolenie. Niewolnicy są potomkami czarnych mieszkańców Afryki, złapanych w przeszłości przez Arabów. Rolę niewolników spełniają najczęściej Haratyni, których pełnymi właścicielami są Maurowie, czyli ludność powstała z wymieszania Arabów i Berberów. Niewolnicy w Mauretanii są kupowani, sprzedawani, a także mogą być przekazani innemu wolnemu człowiekowi jako prezent. Niewolnictwo jest powszechne zarówno w obszarach miejskich, jak i wiejskich. Niewolnice zazwyczaj pracują w domu, sprawują opiekę nad dziećmi i mogą sprawować pieczę nad zwierzętami hodowlanymi. Status niewolnika jest matrylinearny. Dzieci służą tym samym właścicielom, co ich matki i babki.

## Przeszkody stojące na drodze do likwidacji niewolnictwa
W 2013 prezydent kraju Muhammad uld Abd al-Aziz powołał narodową agencję do walki z niewolnictwem. Spośród trudności w zniesieniu niewolnictwa w Mauretanii najczęściej wymienia się:
- trudność w egzekwowaniu praw w pustynnym i słabo zaludnionym państwie
- bieda, wskutek której niewolnik po wyzwoleniu zazwyczaj nie byłby w stanie samodzielnie się utrzymać
- przekonanie, że niewolnictwo jest częścią naturalnego porządku społecznego
- izolacja niewolników przez analfabetyzm, która sprawia, że jako ofiary nie mogą oni wnosić (pisemnej) skargi sądowej, przez co śledztwo nie zostaje uruchomione.